# 샌달 버그먼

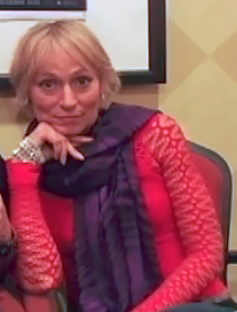

샌달 버그먼(Sandahl Bergman, 1951년 11월 14일 ~ )는 미국의 댄서, 연극 배우, 영화배우, 텔레비전 배우, 스턴트 배우이다.
캔자스시티에서 태어났다.

## 영화
- 저주받은 정사 2 (1999년)
- 어썰트 타겟 (1996년)
- 매드맨 (1995년)
- 다크 나이트 (1994년)
- 여자의 깊은 곳에 2 (1994년)
- 립스틱 카메라 (1994년)
- 테크워 4 (1994년)
- 밤의 사수 (1994년)
- 육체의 문 (1993년)
- 폴리스 파트너 (1992년)
- 러빙 루루 (1992년)
- 살인 추적 25시 (1991년)
- 헬 컴즈 투 프로그타운 (1988년)
- 프로그램 투 킬 (1987년)
- 스튜어디스 스쿨 (1986년)
- 레드 소냐 (1985년)
- 에어플레인 2 (1982년)
- 코난 - 바바리안 (1981년) - 발레리아 역
- 제너두 (1980년)
- 올 댓 재즈 (1979년)